# Marcus Lattimore
Marcus Lattimore (urodzony 29 października 1991 roku w Houston w stanie Teksas) – amerykański zawodnik futbolu amerykańskiego, grający na pozycji running back. W rozgrywkach akademickich NCAA występował w drużynie South Carolina.
W roku 2013 przystąpił do draftu NFL. Został wybrany w czwartej rundzie (131. wybór) przez zespół San Francisco 49ers. W drużynie ze stanu Kalifornia występuje do tej pory.